# Riềng bông tròn
Riềng bông tròn (danh pháp hai phần: Alpinia strobiliformis) là cây thân thảo thuộc họ Gừng.
Cây mọc ven sườn núi ẩm và dưới tán rừng thưa, có thể cao đến 1,2 m, ra hoa tháng 5 đến tháng 10.
Cây có mặt ở Trung Quốc, Việt Nam (khu vực Tam Đảo).